# Adam Knuth til Lilliendal
 Der er flere personer med dette navn, se Adam Knuth til Knuthenborg.
Adam Carl Vilhelm greve Knuth (født 19. februar 1821 på Lilliendal, død 3. maj 1897 sammesteds) var en dansk godsejer, far til Christopher Knuth.
Han var søn af Christian Frederik Knuth til Lilliendal og hustru og var ejer af til det for Baroniet Christiansdal substituerede fideikommisgods Lilliendal. Knuth var hofjægermester og kammerherre.
20. maj 1851 ægtede han Wilhelmine Alexandra Eugenie Catharine Jenny baronesse von Buttlar (11. august 1825 i Ilsen – 20. marts 1884).